# Sarraounia (film)
Pour plus de détails, voir Fiche technique et Distribution.
Sarraounia est un film franco-burkinabé-mauritanien réalisé par Med Hondo et sorti en salles en 1986. Il raconte l'histoire de la colonne Voulet-Chanoine, en mettant l'accent sur l'épisode de l'affrontement avec la reine africaine Sarraounia.

## Synopsis
L'histoire se déroule en 1899, en Afrique de l'ouest : les officiers français Voulet et Chanoine mènent une mission d'exploration à la tête d'une colonne de troupes coloniales. Outrepassant leurs ordres, ils se livrent à des massacres de populations. La sarraounia (« reine ») du village de Lougou décide de leur résister...

## Fiche technique
- Réalisation : Med Hondo
- Scénario : Med Hondo, d'après le roman Sarraounia : Le drame de la reine magicienne, de Mamani Abdoulaye
- Producteur délégué : Med Hondo, pour Les Films du Soleil
- Photographie : Guy Famechon
- Montage : Marie-Thérèse Boiche
- Son : Vartan Karakeusian  et Jean Casanova
- Musique : Pierre Akendengué
- Date de sortie : 26 novembre 1986 (France)

## Distribution
- Aï Keïta : Sarraounia
- Jean-Roger Milo : le capitaine Voulet
- Féodor Atkine : le capitaine Chanoine
- Didier Sauvegrain : le docteur Henric
- Roger Miremont : le lieutenant Joalland
- Luc-Antoine Diquéro : le lieutenant Pallier
- Jean-Pierre Castaldi : le sergent Boutel
- Jacques Penot
- Tidjani Ouedraogo : Coulibaly
- Wladimir Ivanovsky
- Didier Agostini
- Jean Edmond
- Philippe Bellay
- Tagara Yagouba Traoré
- Aboubagar Traoré
- Abdoulaye Cissé
- Jean-François Ouedraogo
- Florence Bewende
- Hama Gourounga
- Baba Traoré
- Djibril Sidibé
- Sekou Tall
- Rajoun Tapsirou
- Jacob Sou
- Temeddit Ag Hoye
- Ben Idriss Traoré

## Distinctions
- 1987 : Étalon de Yennenga (Grand prix) et prix du meilleur scénario au festival panafricain du cinéma et de la télévision de Ouagadougou[1]
- 1987 : prix de l'Organisation de l'unité africaine[2]

## Autour du film
Sarraounia a été tourné au Burkina Faso. Le film reprend le point de vue du roman de Mamani Abdoulaye, qui faisait de la reine Sarraounia un symbole de la lutte des Africains contre la colonisation. 
Le rôle-titre est tenu par Aï Keïta, une jeune Burkinabé, qui faisait alors ses débuts à l'écran. Med Hondo pensait initialement lui confier un rôle secondaire, mais a ensuite décidé de lui faire interpréter Sarraounia, après avoir remarqué son caractère combatif en la voyant prendre part à une dispute. Elle a ensuite continué d'apparaître occasionnellement dans des productions de son pays tout en travaillant comme secrétaire dans un hôpital.
Très bien accueilli dans les festivals internationaux, Sarraounia est cependant un échec financier, qui entraîne la faillite de la société de production de Med Hondo : le film ne connaît en effet qu'une distribution confidentielle dans les salles françaises, où il est retiré de l'affiche au bout de trois semaines. En 1992, il fait l'objet d'une nouvelle exploitation en salles en France.